# Deutsche Stimmen aus Mähren
Deutsche Stimmen aus Mähren war eine deutschsprachige Tageszeitung, die von 1882 bis 1933 in Proßnitz erschien.

## Geschichte
Deutsche Stimmen aus Mähren (Politische Wochenschrift)  wurden im Jahr 1882 gegründet. Der Herausgeber war der Deutsch-politische Verein. Im Jahr 1931 wurde der Verein Deutsches Haus, Prostějov, der neue Herausgeber. Gleichzeitig änderten sie den Untertitel in Unabhängige, deutsch-demokratische Zeitung. Sie wurden im Jahr 1933 aufgelöst.